# Zgodovina ajkida

## Presenetljiva mladost
Japonske borilne veščine so praviloma stare kar nekaj stoletij, pa naj je njihov izvor v plemenitih samurajskih okoljih ali pa se napajajo iz ljudstva. Z ajkidom je drugače. Nastajal je v začetku dvajsetega stoletja, njegov tvorec Morihei Uešiba (1883 - 1969) pa mu je dal dokončno formalno obliko (in tudi ime) leta 1942. V začetku je bil ajkido namenjen izključno višjim častniškim krogom japonske cesarske armade. Vsi opisi in tehnike so bili celo pod pečatom najvišjih vojaških skrivnosti. V desetletjih po japonski kapitulaciji se je zastor skrivnostne molčečnosti počasi odstiral in v začetku sedemdesetih let je bil prvič obširneje predstavljen tudi širši evropski publiki.
V znak globokega spoštovanja do tvorca ajkida Moriheia Uešibe ga njegovi učenci naslavljajo z O-sensei (Veliki učitelj)

## Kaj loči ajkido od drugih borilnih veščin
Ajkido je izključno obrambna veščina. V tehnikah sicer nekdo dobiva vlogo »napadalca«, toda le zato, da lahko »napadeni« vajo pravilno izvede. (Ortodoksna terminologija izraza »napadalec« sploh ne pozna!) V obrambi ne uporabljamo svoje fizične moči, pač pa izkoriščamo energijo »napadalca«. S specifičnim gibanjem, ki je najprepoznavnejša lastnost ajkida, posnemamo gibanja v naravi ter duhovno in telesno usklajujemo naše gibanje z gibanjem nasprotnika (partnerja!). To daje tehnikam vzvodov, udarcev in metov poudarjen estetski videz. Že s samimi krožnimi gibi, prilagojenimi hitrosti nasprotnika, dosežemo izgubo njegovega ravnotežja. Ko temu sledijo še efektni vzvodi in meti, je vse skupaj tudi zelo atraktivno za zunanjega opazovalca.
Japonsko pojmovanje ajkida vsebuje seveda še številne dodatne elemente, predvsem psihološke, ki so za naša okolja nepojmljivi, metafizični in celo mistični. Vsekakor pa psihološke dimenzije ne smemo zanemariti; treba jo je pač ustrezno presaditi na naša tla in prilagoditi našim civilizacijskim oziroma kulturnim danostim.

## Razcvet številnih smeri
Po smrti Moriheia Uešibe so njegovi učenci nadaljevali mojstrovo poslanstvo in ustanavljali svoje šole. Pri tem je nujno prišlo do določenih različic, saj je vsak od neposrednih O-senseijevih učencev razvijal določene tehnike dalje in nehote dodajal osebno noto. To ni edinstven primer in v zgodovini ga je moč srečati marsikje - v športu, znanosti, umetnosti, filozofiji itd. itd. Vendar pa se razcvet številnih smeri pri ajkidu vsaj v nečem razlikuje: privrženci posameznih smeri si ne domišljamo, da je naša smer edina prava in se ne zaničujemo ali celo sovražimo med seboj. Prav vse smeri oziroma šole gojijo isti prvinski odnos do ajkida in za nepoznavalce se tehnike navzven morda niti ne razlikujejo. V vseh smereh (z eno samo izjemo) ostaja ajkido partnerska veščina in zato seveda tudi absolutno netekmovalni šport.
Med najpogostejše oziroma najbolj znane smeri štejemo aikikai, iwamaryu, ki-aikido, tendoryu, tomikiryu in yoshinkan.